# Ocean Boys Football Club
Le Ocean Boys Football Club est un club de football nigérian basé à Brass dans l'État de Bayelsa. Samson Unuanel en est l'entraîneur depuis mai 2011.

## Palmarès
- Championnat du Nigeria
  - Champion : 2006

- Coupe du Nigeria
  - Vainqueur : 2008

- Supercoupe du Nigeria (1) :
  - Vainqueur : 2009

## Anciens joueurs
- Brown Ideye
- Izu Azuka